# Co Mạ
Co Mạ là một xã thuộc huyện Thuận Châu, tỉnh Sơn La, Việt Nam.
Xã Co Mạ có diện tích 146,59 km², dân số năm 1999 là 4254 người, mật độ dân số đạt 29 người/km².